# Procés de Gauss–Màrkov
Els processos estocàstics de Gauss-Màrkov (anomenats així després de Carl Friedrich Gauss i Andrey Màrkov) són processos estocàstics que compleixen els requisits tant per als processos gaussians com per als processos de Màrkov. Un procés estacionari de Gauss-Màrkov és únic fins a reescalar; aquest procés també es coneix com a procés d'Ornstein–Uhlenbeck.
Els processos de Gauss-Markov obeeixen a les equacions de Langevin.

## Propietats bàsiques
Tot procés de Gauss-Màrkov X(t) posseeix les tres propietats següents:
1. Si h ( t ) és una funció escalar diferent de zero de t, aleshores Z ( t ) = h ( t ) X ( t ) també és un procés de Gauss-Màrkov
2. Si f ( t ) és una funció escalar no decreixent de t, aleshores Z ( t ) = X ( f ( t )) també és un procés de Gauss-Màrkov
3. Si el procés no és degenerat i el quadrat mitjà és continu, aleshores existeix una funció escalar diferent de zero h ( t ) i una funció escalar estrictament creixent f ( t ) tal que X ( t ) = h ( t ) W ( f ) ( t )), on W ( t ) és el procés de Wiener estàndard.

La propietat (3) significa que tot procés continu de Gauss-Màrkov no degenerat es pot sintetitzar a partir del procés estàndard de Wiener (SWP).

## Altres propietats
Un procés estacionari de Gauss-Markov amb variància {\displaystyle {\textbf {E}}(X^{2}(t))=\sigma ^{2}} i constant de temps {\displaystyle \beta ^{-1}} té les següents propietats.
- Autocorrelació exponencial: {\displaystyle {\textbf {R}}_{x}(\tau )=\sigma ^{2}e^{-\beta |\tau |}.}
- Una funció de densitat espectral de potència (PSD) que té la mateixa forma que la distribució de Cauchy: {\displaystyle {\textbf {S}}_{x}(j\omega )={\frac {2\sigma ^{2}\beta }{\omega ^{2}+\beta ^{2}}}.} (Tingueu en compte que la distribució de Cauchy i aquest espectre difereixen pels factors d'escala).
- L'anterior produeix la següent factorització espectral: {\displaystyle {\textbf {S}}_{x}(s)={\frac {2\sigma ^{2}\beta }{-s^{2}+\beta ^{2}}}={\frac {{\sqrt {2\beta }}\,\sigma }{(s+\beta )}}\cdot {\frac {{\sqrt {2\beta }}\,\sigma }{(-s+\beta )}}.} que és important en el filtratge de Wiener i altres àrees.

També hi ha algunes excepcions trivials a tot l'anterior.